# Mesoereis yunnana
Mesoereis yunnana är en skalbaggsart som beskrevs av Stefan von Breuning 1974. Mesoereis yunnana ingår i släktet Mesoereis och familjen långhorningar. Inga underarter finns listade i Catalogue of Life.